# Zpátky do školy (seriál)
Zpátky do školy (v anglickém originále Community) je americký komediální televizní seriál vytvořený Danem Harmonem, který měl 17. září 2009 premiéru na americké stanici NBC a 23. prosince 2012 na české televizi Smíchov. Tento seriál vypráví příběhy o skupině studentů z Community College Greendale, jenž se nachází v Coloradu. Autoři seriálu používají často tzv. Meta-humor nebo populární kulturní odkazy na filmová a televizní klišé nebo přenesené významy.
Seriál získal uznání od kritiků a rozhodlo se o natočení dalších sérií. Bylo dokončeno pět sérií a závěrečnou 13dílnou pátou sérii odvysílala televize NBC v lednu roku 2014. Čtvrtá série však byla bez tvůrce seriálu Dana Harmona jako showrunnera. Dan Harmon se k seriálu vrátil v poslední páté sérii. Televizní stanice NBC se rozhodla seriál neprodlužovat o další sezónu a zrušila ho v květnu 2014. Fanoušci jako formu prosby o pokračování používali na internetu známou citaci ze seriálu: šest sérií a film – Na Twitteru pod tagem: #sixseasonsandmovie. Diváci doufali, že seriál ještě koupí nějaká jiná společnost, například americká firma Netflix. 30. června byl oznámen prodej pořadu společnosti Yahoo! Screen, kterou vlastní firma Yahoo!. Poslední, šestá, řada byla vysílána streamovaně na internetu od března do června 2015.

## Děj
V centru této skupiny se nachází Jeff Winger (Joel McHale), rychle mluvící právník, který přišel o vysokoškolský titul, protože byl získaný podvodem. Jeff si za svou školu vybírá Greendale, podřadnou vysokou školu pro starší, kde by mohl za pomoci svého známého přijít bez snahy k novému titulu. Setkává se zde s Brittou Perry (Gillian Jacobs), lehce trhlou aktivistkou, která se mu líbí od prvního okamžiku a snaží se jí sbalit. Zvláštní lekce dostává od Pierce Hawthorna (Chevy Chase), magnáta v byznysu s navlhčenými utěrkami, který byl už sedmkrát ženatý. Plno popkulturních odkazů a narážek uslyší od Abeda Nadira (Danny Pudi), studenta filmu, mateřské rady od Shirley Bennett (Yvette Nicole Brown), nedávno rozvedené matky, která si chce otevřít byznys s koláčky. Setkáme se také s bývalým quarterbackem ze střední Troyem Barnesem (Donald Glover) a se šprtkou Annie Edison (Alison Brie), která byla závislá na drogách. Krom této studijní skupiny se seznámíme také s nevyrovnaným učitelem španělštiny señorem Benem Changem (Ken Jeong), profesorem psychologie Ianem Duncanem (John Oliver), kterého Jeff kdysi zastupoval, a se snaživým děkanem Peltonen (Jim Rash), který chce, aby jeho škola byla více jako opravdová univerzita.

## Vysílání
První série měla premiéru 17. září 2009. V lednu 2010 dosáhla první série počtu 25 epizod. Poté bylo 5. března 2010 oznámeno prodloužení o druhou sérii, která odstartovala 23. září 2010. Dne 17. března 2011 televize NBC ohlásila připravovanou třetí a 10. května 2012 čtvrtou sérii, která obsahovala celkem 13 epizod.
V Česku seriál začala 23. prosince 2012 vysílat nová televize skupiny TV Nova Smíchov.

## Epizody
V USA je název každé epizody navržen tak, aby korespondoval s reálným názvem kurzu, např. „Introduction to Film“, „Anthropology 101“ a „Cooperative Calligraphy“, a zároveň aby odpovídal průběhu děje v epizodě.
| Řada | Díly | Premiéra v USA  | Premiéra v USA  | Premiéra v ČR     | Premiéra v ČR   |
| Řada | Díly | První díl       | Poslední díl    | První díl         | Poslední díl    |
| ---- | ---- | --------------- | --------------- | ----------------- | --------------- |
| 1    | 25   | 17. září 2009   | 20. května 2010 | 23. prosince 2012 | 16. ledna 2013  |
| 2    | 24   | 23. září 2010   | 12. května 2011 | 17. ledna 2013    | 9. února 2013   |
| 3    | 22   | 22. září 2011   | 17. května 2012 | 10. února 2013    | 3. března 2013  |
| 4    | 13   | 7. února 2013   | 9. května 2013  | 11. května 2014   | 22. června 2014 |
| 5    | 13   | 2. ledna 2014   | 17. dubna 2014  | 27. března 2015   | 14. dubna 2015  |
| 6    | 13   | 17. března 2015 | 2. června 2015  | 17. května 2016   | 29. května 2016 |

## Produkce
Námět seriálu pochází z Harmonovy vlastní životní skutečnosti. Při pokusu zachránit vztah se svojí bývalou přítelkyní se zapsal na komunitní vysokou školu Greedale na severovýchodě Los Angeles. Spolu začali navštěvovat lekce španělštiny. Zde se proti svému instinktu začal sbližovat se členy studijní skupiny, i když s nimi měl málo společného. Postavu Jeffa Wingera založil na vlastní osobě: „Mám rád, že je egocentrický, samostatný, do té doby než si uvědomí cenu společnosti ostatních lidí.“

## Ocenění a nominace
Seriál byl nominován na nejoblíbenější nový televizní komediální seriál na 36. výroční People's Choise Awards. Na 41. NAACP Image Awards byl Justin Lin nominován za díl „Úvod do statistiky“ na cenu Výjimečné režírování komediálního seriálu.